# District de Halle
Le district de Halle était l'un des 15 Bezirke (districts) de la République démocratique allemande, nouvelles subdivisions administratives créées lors de la réforme territoriale de 1952 en remplacement des cinq Länder préexistant. Ces districts furent à leurs tours dissous en 1990, en vue de la réunification allemande et remplacés par les anciens cinq Länder reconstitués, dont le district de Halle constitue la partie méridionale de l'actuel Land de Saxe-Anhalt.
Immatriculation automobile : K, V

## Démographie
- 1 776 500 hab. en 1989

## Structure administrative
Le district comprenait :
- Les villes-arrondissements (Stadtkreis) de :

1. Halle
2. Dessau
3. Halle-Neustadt

- Les arrondissements-ruraux (Landkreis) de :

1. Artern
2. Aschersleben
3. Bernbourg
4. Bitterfeld
5. Eisleben
6. Gräfenhainichen
7. Hettstedt
8. Hohenmölsen
9. Köthen
10. Mersebourg
11. Naumbourg
12. Nebra
13. Quedlinbourg
14. Querfurt
15. Roßlau
16. Saale
17. Sangerhausen
18. Weißenfels
19. Wittemberg
20. Zeitz

## Gouvernement et les dirigeants du SED

### Premier secrétaire duSEDpour le district
- 1952–1953 Bernhard Koenen (1889–1964)
- 1953–1954 Heinz Glaser (1920–1980)
- 1954–1958 Franz Bruk (1923-1996)
- 1959–1963 Bernhard Koenen (1889–1964)
- 1963–1971 Horst Sindermann (1915–1990)
- 1971–1981 Werner Felfe (1928–1988)
- 1981–1989 Hans-Joachim Böhme (1929-)
- 1989–1990 Roland Claus (1954-)

### Président du conseil de district
- 1952–1955 Werner Bruschke (1898–1995)
- 1955–1958 Helmut Becker (1928-)
- 1958–1966 Otto Leopold (1901–1975)
- 1966–1984 Helmut Klapproth (1928-)
- 1984–1989 Alfred Kolodniak (1931-)
- 1990 Wolfgang Süss (1934-)
- 1990 Klaus Keitel (mandataire du gouvernement)